# Uniemerkenverordening
De Uniemerkenverordening (ook wel de EU-merkenverordening), officieel Verordening (EU) 2017/1001 inzake het Uniemerk, is een verordening van de Europese Unie uit 2017 die de wetgeving regelt omtrent het merkenrecht van de Europese Unie als geheel. Het moet niet verward worden met de Europese Merkenrichtlijn, die het merkenrecht van individuele lidstaten regelt.
De Uniemerkenverordening regelt allerlei aspecten omtrent de registratie, bescherming en handhaving van Uniemerken. Zo bevat het bepalingen over de vereisten voor registratie van een Uniemerk en de beschermingsomvang van registraties. Verder gaat de verordening in op oppositie- en doorhalingsprocedures en kosten.
De verordening maakt, samen met de Europese Merkenrichtlijn, deel uit van het Trademark Package, een verzameling van Europese wetgeving die het merkenrecht in de EU hebben vernieuwd. Het Trademark Package werd op 23 maart 2016 door de Europese Commissie voorgesteld en trad op 14 januari 2019 in werking.